# Frank Marshall
Frank James Marshall (født 10. august 1877, død 9. november 1944) var en fremtrædende amerikansk skakspiller i starten af 1900-tallet, og amerikansk mester fra 1909 til 1936. Marshall vandt mesterskabet allerede i 1904, men nægtede at overtage titlen, da den hidtidige mester, Harry Pillsbury, ikke havde deltaget i turneringen. Pillsbury døde i 1906, men Marshall ønskede ikke at overtage titlen uden kamp, så han blev først mester efter 1909-turneringen.
I 1907 spillede han en titel-match mod verdensmesteren Emanuel Lasker med resultatet 8 tabte, 0 vundne og 7 remis. Matchens partier spilledes i forskellige amerikanske byer: New York, Philadelphia, Washington DC, Baltimore, Chicago og Memphis fra 26. januar – 8. april 1907.
I 1909 gik han med til at spille en match mod en ung og ukendt cubaner ved navn José Raúl Capablanca, og til de flestes overraskelse tabte han 8, spillede 14 remis og kunne kun vinde et enkelt. Efter denne nedsabling blev den ridderlige Marshall en af Capablanca's største tilhængere og fik bl.a. udvirket, at denne blev inviteret med til den internationale turnering i San Sebastian i 1911. San Sebastian-turneringen var ellers eksklusiv og ville være den stærkest besatte, der nogensinde var afholdt. Der stilledes derfor krav om, at deltagerne skulle have vist deres styrke ved at have vundet mindre turneringer. Capablanca levede op til Marshalls anbefaling ved at vinde turneringen. 
Ved turneringen i St. Petersborg i 1914 blev Marshall udnævnt til en af de 5 stormestre i skak. De øvrige fire var Lasker, Capablanca, Alekhine og Tarrasch. 
I 1915 åbnede han skakklubben Marshall Chess Club i New York.
I 1936 opgav han sit USA-mesterskab til Samuel Reshevsky, som vandt en turnering om titlen. Marshall Chess Club donerede trofæet. Marshall var indehaver af titlen som USA-mester i 29 år.
Frank Marshall har lagt navn til et antal variationer i skakåbninger, hvoraf den mest kendte er Marshall-angrebet i spansk (1.e4 e5 2.Sf3 Sc6 3.Lb5 a6 4.La4 Sf6 5.O-O Le7 6.Te1 b5 7.Sb3 O-O 8.c3 d5 i algebraisk notation). Marshall spillede første gang dette angreb mod Jose Raul Capablanca i 1918. Selvom han tabte partiet, blev åbningsidéen populær. 
Marshall har samlet en negative score mod Capablanca, men han er en af de meget få spillere, som har slået Capablanca med de sorte brikker. Det spil blev spillet i Havana i 1913 (trækkene anføres her i algebraisk notation):
1. e4 e5 2. Sf3 Sf6 3. Sxe5 d6 4. Sf3 Sxe4 5. d4 d5 6. Ld3 Lg4 7. O-O Sc6 8. c3 Le7 9. Sbd2 Sxd2 10. Lxd2 O-O 11. h3 Lh5 12. Te1 Dd7 13. Lb5 Ld6 14. Se5 Lxe5 15. Dxh5 Lf6 16. Lf4 Tae8 17. Te3 Txe3 18. fxe3 a6 19. La4 b5 20. Lc2 g6 21. Df3 Lg7 22. Lb3 Se7 23. e4 dxe4 24. Dxe4 c6 25. Te1 Sd5 26. Lxd5 cxd5 27. De7 Dc8 28. Ld6 h6 29. Tf1 f6 30. Te1 
Han spillede normalt smukke partier med angreb og kombinationer, hvilket ofte er risikabelt og medfører, at man ikke vinder de store turneringer. Marshall kunne dog også spille anderledes og fik derfor også flotte turneringssejre udover hans mangeårige dominans i amerikansk skak – men hans lyst lå til det flotte spil. De dominerende spillere, først og fremmest verdensmestrene Lasker og Capablanca, vidste, hvordan den iltre Marshall skulle tæmmes.
Efter sigende var der tre ting, Marshall elskede højere end alt andet: Hans kone Caroline, skak – og whisky. Den rigtige rækkefølge kendes ikke.
Marshall er kendt for adskillige flotte partier, heriblandt Marshalls røgparti, hvor især hans lune partikommentarer kommer til udtryk. Desuden lykkedes det ham i Breslau 1912 med sort mod Lewitzky at præstere følgende helt utrolige slutstilling:
|   | a  | b  | c  | d  | e  | f  | g  | h  |   |
| 8 | a8 | b8 | c8 | d8 | e8 | f8 | g8 | h8 | 8 |
| 7 | a7 | b7 | c7 | d7 | e7 | f7 | g7 | h7 | 7 |
| 6 | a6 | b6 | c6 | d6 | e6 | f6 | g6 | h6 | 6 |
| 5 | a5 | b5 | c5 | d5 | e5 | f5 | g5 | h5 | 5 |
| 4 | a4 | b4 | c4 | d4 | e4 | f4 | g4 | h4 | 4 |
| 3 | a3 | b3 | c3 | d3 | e3 | f3 | g3 | h3 | 3 |
| 2 | a2 | b2 | c2 | d2 | e2 | f2 | g2 | h2 | 2 |
| 1 | a1 | b1 | c1 | d1 | e1 | f1 | g1 | h1 | 1 |
|   | a  | b  | c  | d  | e  | f  | g  | h  |   |

Sorts dronning truer med mat i næste træk på h2. Den kan tages af tre forskellige brikker, men alt taber. På fxg3 kommer Se2+ og mat på f1. På hxg3 er der mat i ét træk med Se2. På 24. Dxg3 følger 24...Se2+, 25. Kh1 Sxg3+, 26. Kg1 Sxf1 og vinder let. Lewitzky opgav derfor – og de ellevilde tilskuere dækkede Marshalls bræt med guldstykker...